# Octinodes macer
Octinodes macer là một loài bọ cánh cứng trong họ Cebrionidae. Loài này được Horn miêu tả khoa học năm 1881.